# Blackhorse Drove
Blackhorse Drove is een plaats (town) in het Engelse graafschap Cambridgeshire. De stad ligt in het district East Cambridgeshire en telt ca. 210 inwoners.